# Krajobraz peryglacjalny

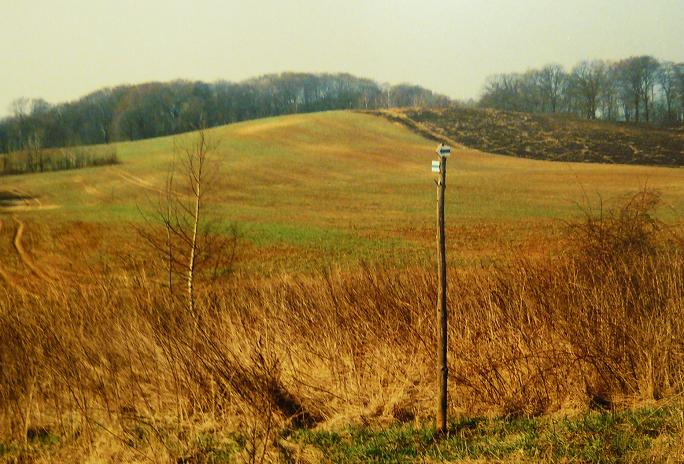
Krajobraz peryglacjalny – Wzgórza Trzebnickie

Krajobraz peryglacjalny – rodzaj krajobrazu, który powstał na skutek działania procesów transportu i akumulacji zniszczonego i rozdrobnionego materiału skalnego, występuje w dużych odległościach od przedpola lądolodu. Ważnym czynnikiem kształtującym był także surowy klimat peryglacjalny.
Krajobrazy te znajdują się na południe od granicy zasięgu ostatniego zlodowacenia. Składają się z denudacyjnych równin morenowych, pagórków i wzgórz ostańcowych, będących pozostałością moren czołowych. Roślinność tego krajobrazu to przede wszystkim bory mieszane, a w korzystniejszych warunkach troficznych grądy. Równiny peryglacjalne są intensywnie wykorzystywane do celów gospodarki rolnej i należą do najbardziej wylesionych terenów kraju.
W obrębie krajobrazu peryglacjalnego wyróżniamy trzy rodzaje:
- równin i równin falistych - występuje w większych powierzchniach w obrębie Wyżyny Kieleckiej i Łaskiej, Równiny Wrocławskiej, Wysoczyzny Ciechanowskiej i Równiny Łowicko-Błońskiej.
- pagórków - występuje na miejscach linii postoju lądolodu i w sąsiedztwie wzgórz
- wzgórzowy - charakteryzuje się obecnością wzgórz dochodzących do 150 m, wyodrębniających się w lokalnym krajobrazie. W tym gatunku krajobrazu występują niższe temperatury i wyższe opady. Przykładami krajobrazu peryglacjalnego wzgórzowego są: Wał Trzebnicki, morena Czerwonego Boru, teren na granicy wysoczyzn Tureckiej, Siedleckiej, Łaskiej i Wzgórz Sokólskich.